# Pakelan
Pakelan is een bestuurslaag in het regentschap Kediri van de provincie Oost-Java, Indonesië. Pakelan telt 2176 inwoners (volkstelling 2010).